# Ganges (Hérault)
Ganges é uma comuna francesa na região administrativa de Occitânia, no departamento de Hérault.

## Demografia
Evolução da população:
| 1962  | 1968  | 1975  | 1982  | 1990  | 1999  |
| ----- | ----- | ----- | ----- | ----- | ----- |
| 4.818 | 4.872 | 3.858 | 3.533 | 3.343 | 3.502 |